# Piz dil Crot
Piz dil Crot är en bergstopp i Schweiz.   Den ligger i kantonen Graubünden, i den sydöstra delen av landet, 160 km öster om huvudstaden Bern. Toppen på Piz dil Crot är 2 848 meter över havet, eller 117 meter över den omgivande terrängen. Bredden vid basen är 1,2 km.
Terrängen runt Piz dil Crot är huvudsakligen bergig. Runt Piz dil Crot är det ganska glesbefolkat, med 22 invånare per kvadratkilometer.. Närmaste större samhälle är Mesocco, 18,7 km sydväst om Piz dil Crot. 
Trakten runt Piz dil Crot består i huvudsak av gräsmarker.